# Avalancha en la cordillera del diablo
Avalancha en la cordillera del diablo (título original: Desperado: Avalanche at Devil’s Ridge) es un telefilme estadounidense de drama y wéstern de 1988, dirigido por Richard Compton, escrito por Larry Cohen y Elmore Leonard, musicalizado por Michel Colombier, en la fotografía estuvo Robert Jessup y los protagonistas son Alex McArthur, Hoyt Axton y Alice Adair, entre otros. Este largometraje fue producido por Walter Mirisch Productions, Charles E. Sellier Productions y Universal Television; se estrenó el 24 de mayo de 1988.

## Sinopsis
Duell McCall es un delincuente que anda escapando, pero él no cometió el crimen del que lo acusan. Cuando lo atrapan, lo fuerzan a ayudar a rescatar a la hija de un hombre maligno, y el más poderoso del pueblo, Duell se ve inmerso en una red de mentiras cada vez más complicada, la cual podría poner en riesgo su vida.